# Cigales
Cigales è un comune spagnolo di 3 045 abitanti situato nella comunità autonoma di Castiglia e León.